# Villa San Michele

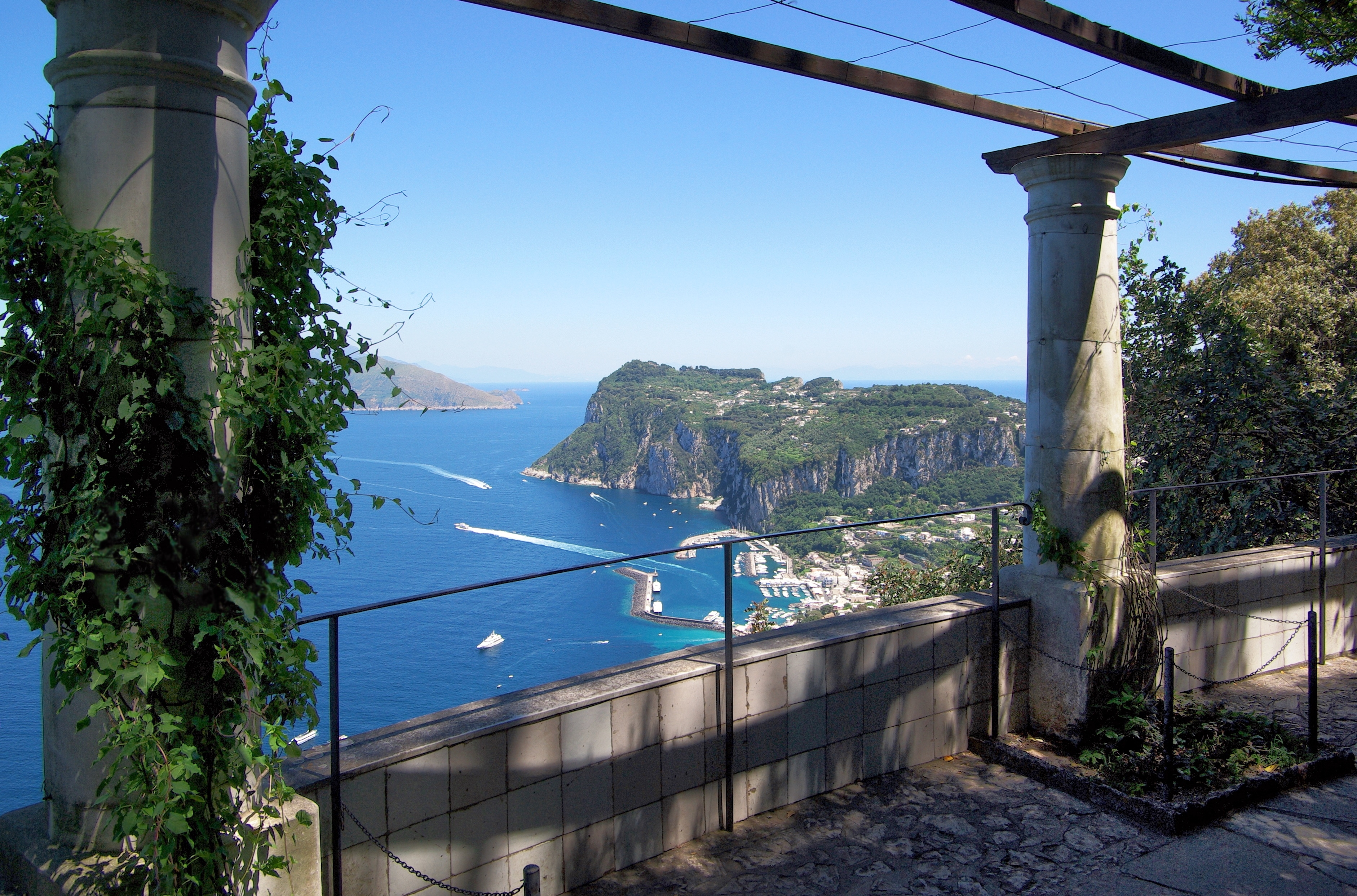
Vista del port de Marina Grande, Capri des de Villa San Michele

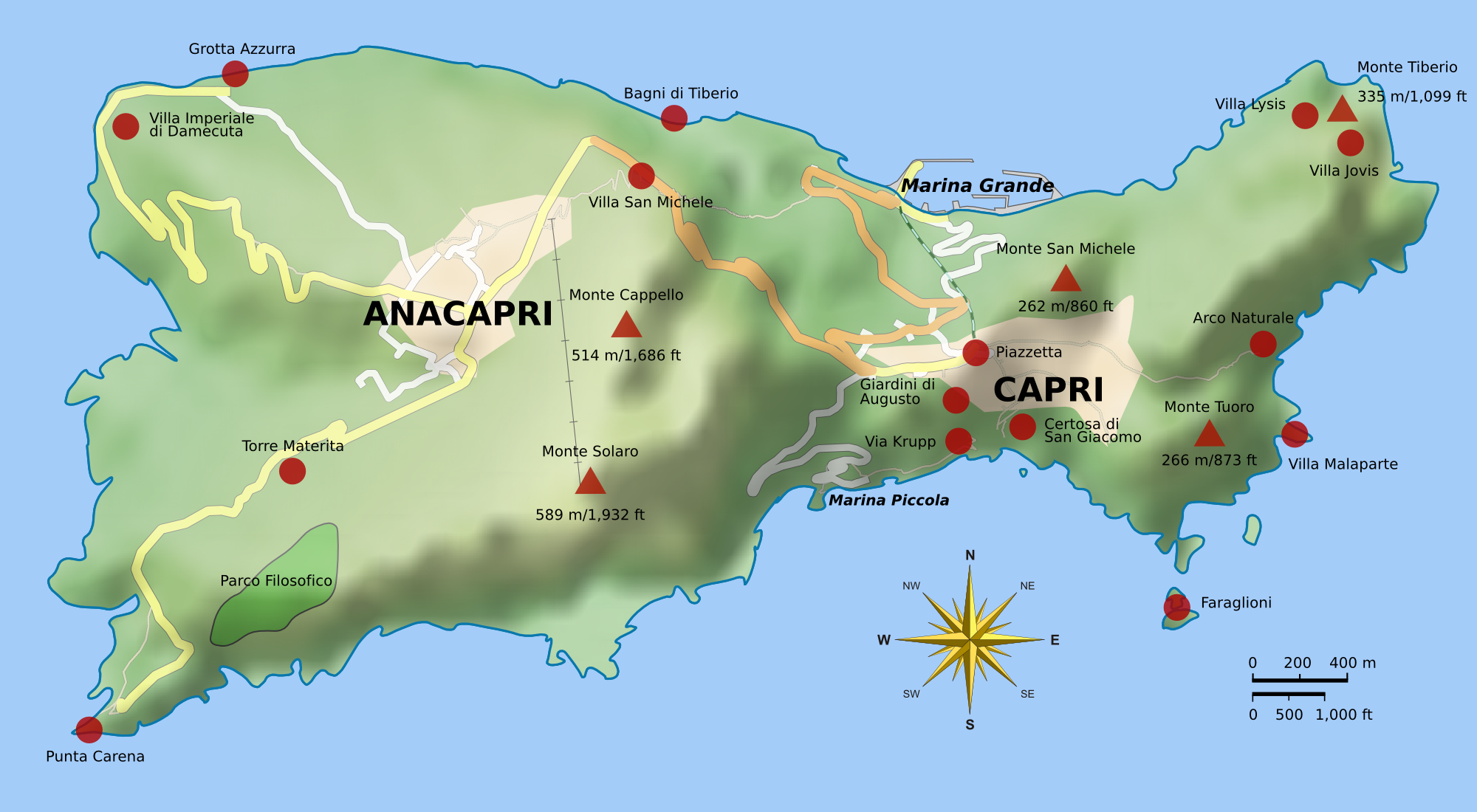
Mapa de Capri amb la Villa San Michele al nord-est d'Anacapri

La Villa San Michele és una casa que va ser construïda en la última dècada del segle xix a l'illa de Capri, Itàlia, pel metge i escriptor suec Axel Munthe.

## Descripció
Els jardins de la vila tenen vistes panoràmiques de la població de Capri i el seu port, la península de Sorrento i el mont Vesuvi. La vila es troba en una cornisa de la part alta de l'escala fenícia, entre les poblacions d'Anacapri i Capri, a una alçada de 327 metres sobre el nivell del mar. Els jardins de San Michele estan adornats amb moltes relíquies i obres d'art procedents de l'antic Egipte i altres períodes de l'antiguitat clàssica. Ara formen part de l'associació Grandi Giardini Italiani (Grans Jardins Italians).
Axel Munthe va escriure les seves memòries de joventut "La història de San Michele" on descriu com va descobrir per primera vegada l'illa i va construir la vila, decorada amb restes de palaus construïts pels antics romans. Aquest llibre va ser publicat per primera vegada el 1929 i es va convertir en un èxit mundial immediat, i es va traduir a molts idiomes. Ha estat reimprès moltes vegades des de llavors. Entre 1919 i 1920, Munthe va tenir problemes amb l'excèntrica marquesa i musa Luisa Casati, que va prendre possessió de Villa San Michele. Això va ser descrit per l'autor escocès Compton Mackenzie en els seus diaris.

## Galeria

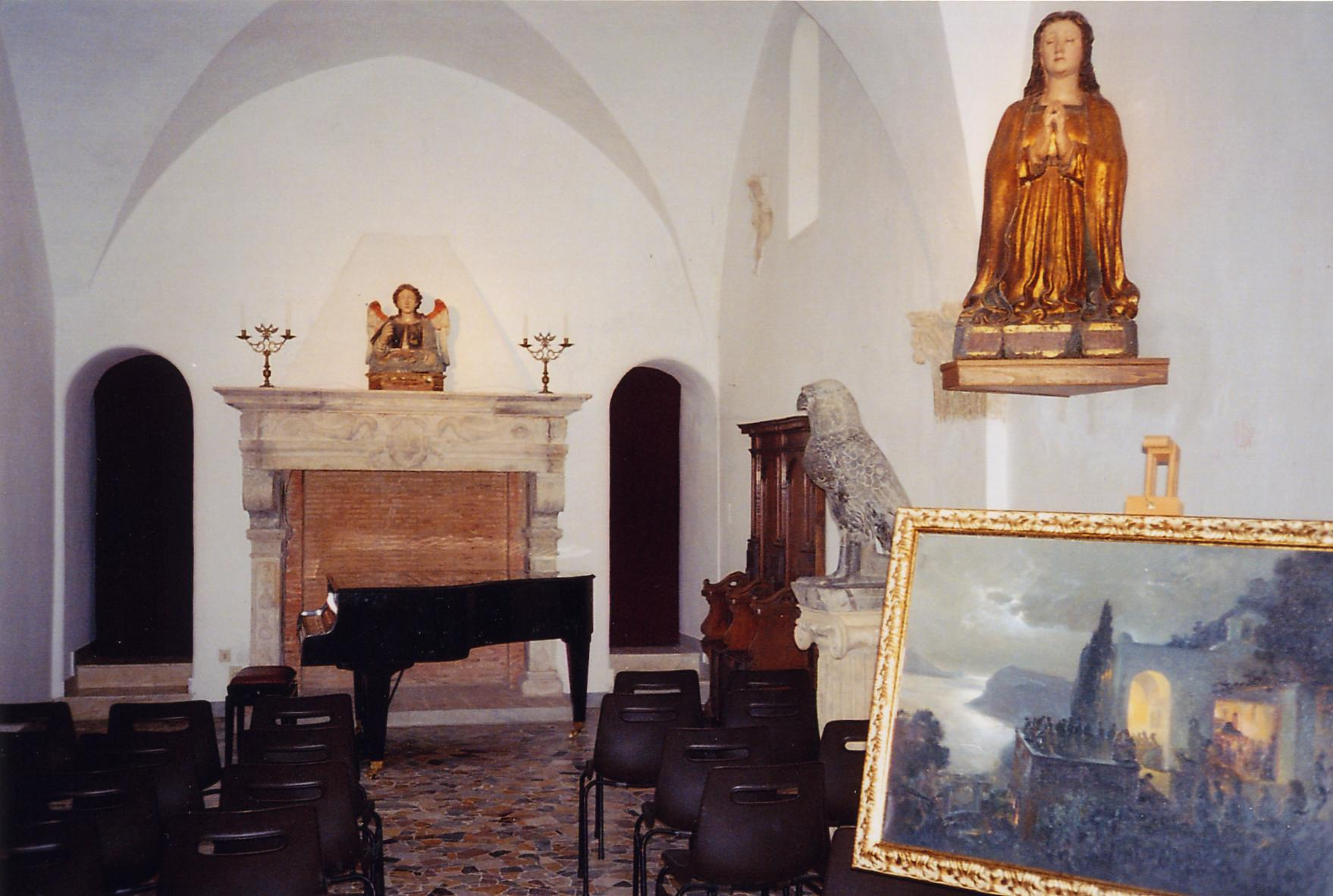
Capella
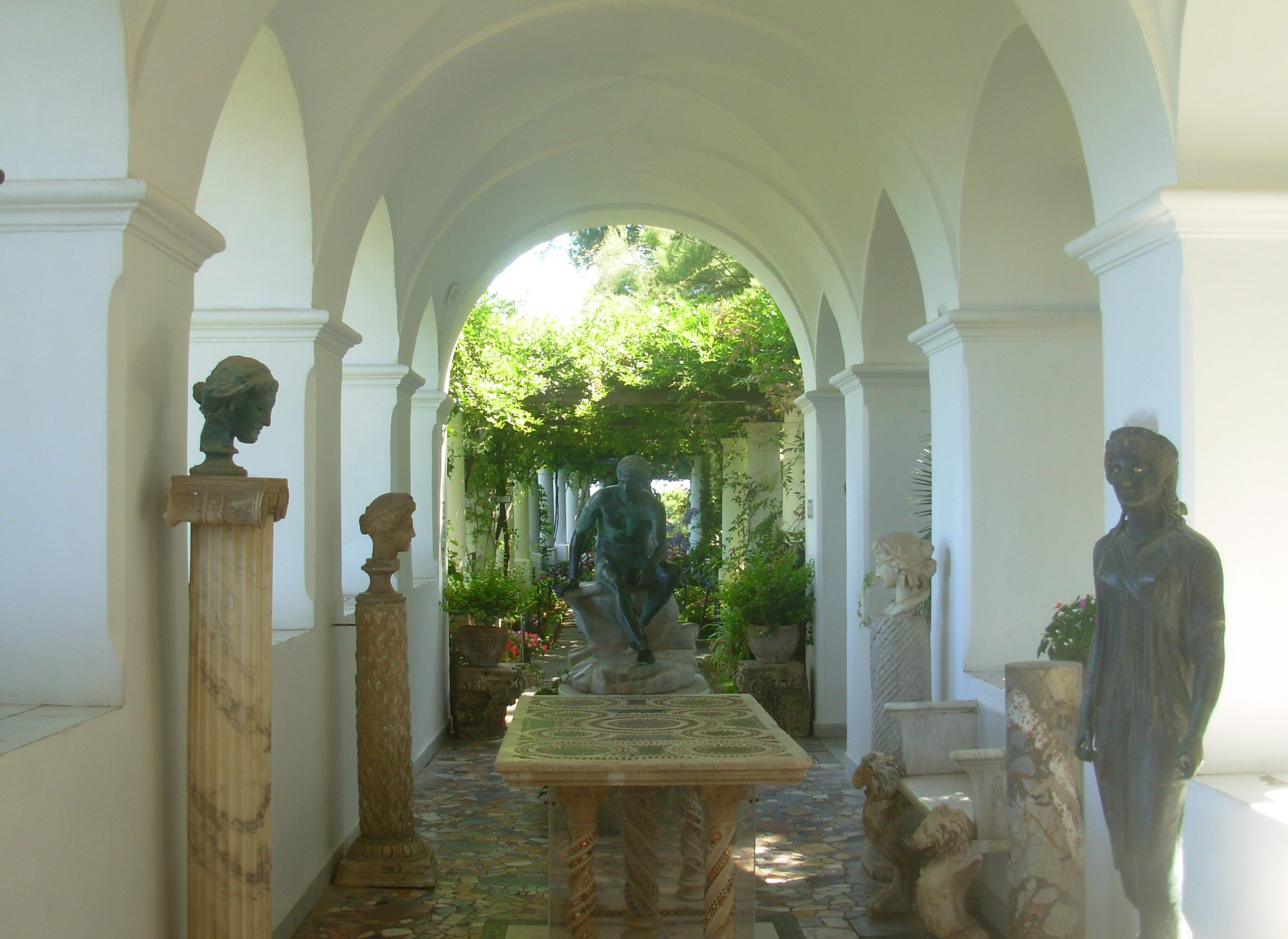
Loggia amb estàtues
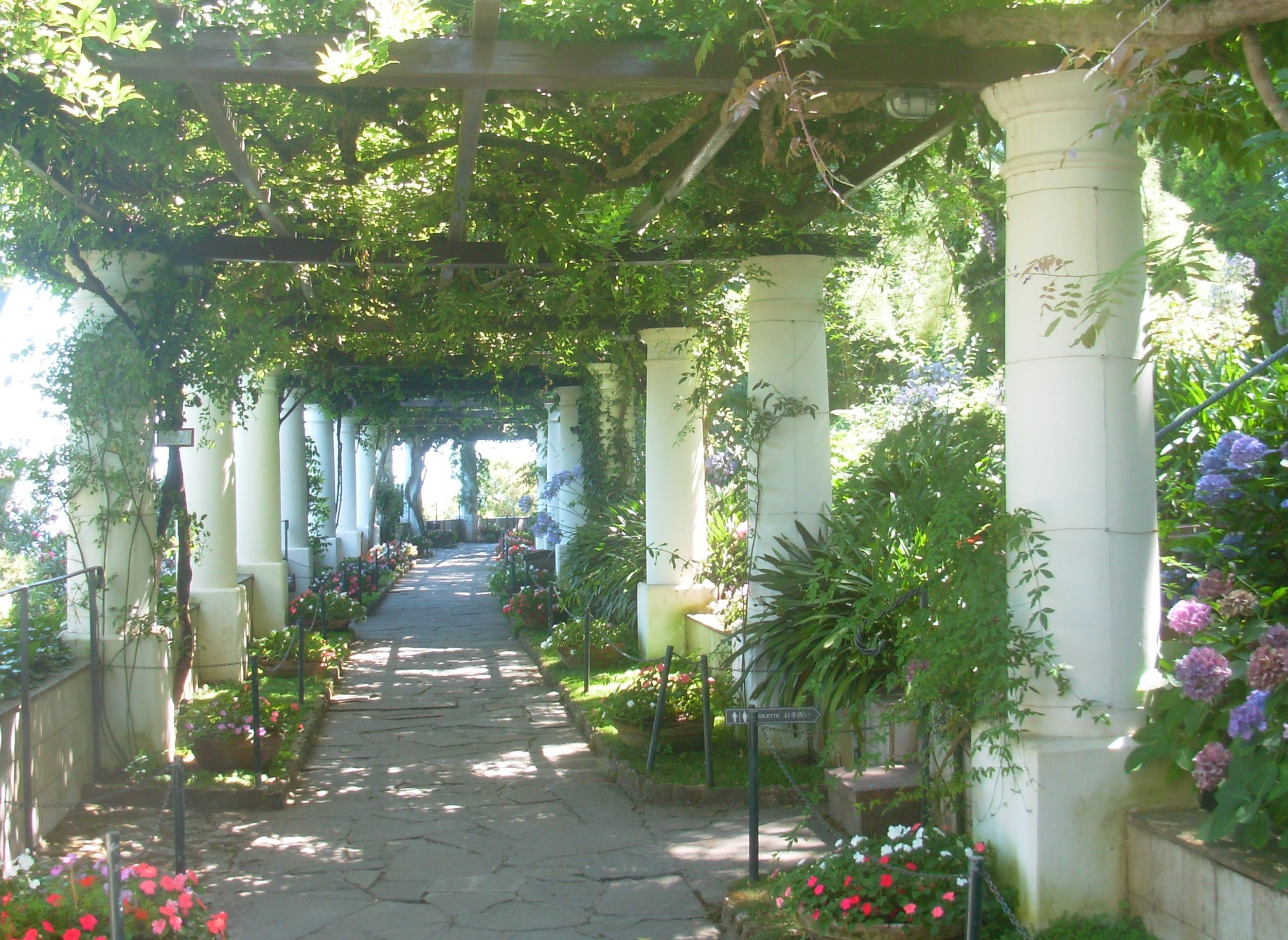
Pèrgola
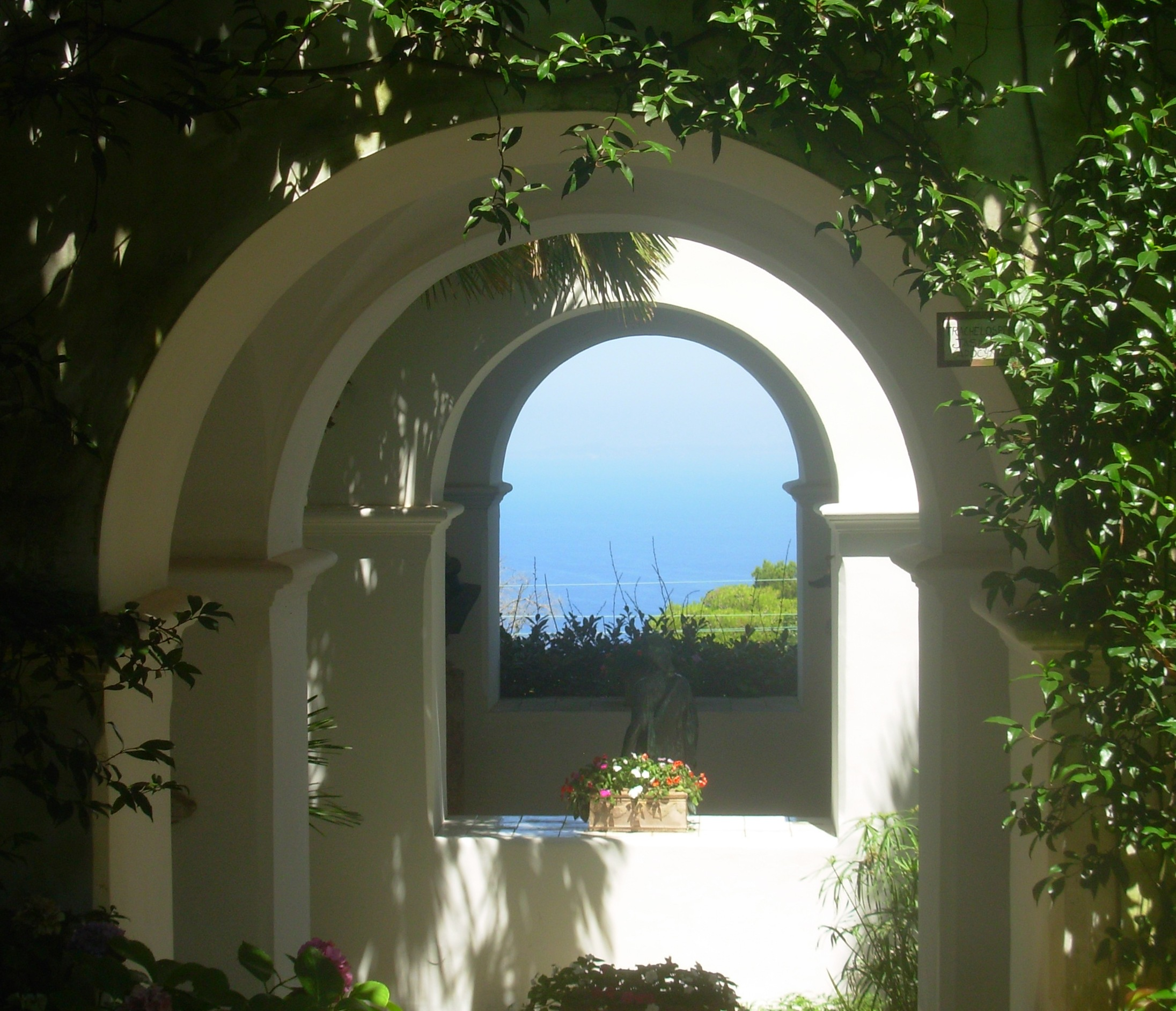
Vista del mar des de Villa San Michele